# Greilickville
Greilickville is een plaats (census-designated place) in de Amerikaanse staat Michigan, en valt bestuurlijk gezien onder Leelanau County.

## Demografie
Bij de volkstelling in 2000 werd het aantal inwoners vastgesteld op 1415.

## Geografie
Volgens het United States Census Bureau beslaat de plaats een oppervlakte van
17,9 km², waarvan 11,7 km² land en 6,2 km² water.

## Plaatsen in de nabije omgeving
De onderstaande figuur toont nabijgelegen plaatsen in een straal van 28 km rond Greilickville.